# Dawn of the Apocalypse
Dawn of the Apocalypse è il quarto album della band death metal statunitense Vital Remains. Pubblicato dalla Osmose Productions il 25 marzo del 2000. È stato prodotto da Joe Moody e dalla stessa band. È l'ultimo album a comprendere Thorn alla voce e Joseph Lewis al basso.

## Tracce
1. Intro – 0:49
2. Black Magick Curse – 8:46
3. Dawn of the Apocalypse – 8:47
4. Sanctity in Blasphemous Ruin – 8:39
5. Came No Ray of Light – 0:53
6. Flag of Victory – 9:10
7. Behold the Throne of Caos – 8:47
8. The Night Has a Thousand Eyes – 3:43
9. Societe de Luciferiens – 9:05

## Formazione
- Thorn - voce, tastiere
- Tony Lazaro - chitarra ritmica
- Joseph "Joe" Lewis - basso
- Dave Suzuki - batteria, chitarra solista